# 朝阳水库 (安岳)
朝阳水库是中国四川省资阳市安岳县境内的一座水库，位于沱江小支流朝阳河上，建于1976年。水库正常库容为1122万立方米，集雨面积为36平方千米，海拔为427.27米。